# Боб Кізел
Роберт Аллан Кізел (англ. Robert Allan Kiesel; нар. 30 серпня 1911 — пом. 6 серпня 1993) — американський легкоатлет, який спеціалізувався в бігу на короткі дистанції.

## Із життєпису
Олімпійський чемпіон в естафеті 4×100 метрів (1932).
Ексрекордсмен світу в естафеті 4×100 метрів.
По завершенні спортивної кар'єри працював до 1941 на підприємстві з виробництва фарб. Після військової служби працював 23 роки у сімейному інвестиційному бізнесі. Останні роки провів на власній фермі в Айдахо.

## Основні міжнародні виступи
| Рік  | Змагання         | Місто        | Місце | Дисципліна |
| ---- | ---------------- | ------------ | ----- | ---------- |
| 1932 | Олімпійські ігри | Лос-Анджелес | 1     | 4×100 м    |